# Museum voor verbroken relaties
Het museum voor verbroken relaties is een museum in de Kroatische hoofdstad Zagreb. Het toont objecten verbonden aan beëindigde relaties en de verhalen die bij deze objecten horen. Het museum was bedacht door Olinka Vištica en Dražen Grubišić, twee kunstenaars uit Zagreb die op het idee kwamen toen hun vierjarige relatie in 2003 vastliep. Ze begonnen de collectie met donaties van vrienden. In 2006 werd de collectie voor de eerst keer in Zagreb tentoongesteld. In de daaropvolgende jaren reisde deze tentoonstelling de wereld rond en kreeg daar meer dan 200.000 bezoekers. Tijdens deze rondreizende expositie doneerde de bezoekers ook objecten uit hun eigen stukgelopen relaties. In 2010 kreeg het museum zijn eigen permanente museumgebouw. Sinds 2016 heeft het museum ook een dependance in Los Angeles. In 2011 won het museum de Kenneth Hudson Award, een prijs voor het meest innovatieve museum van Europa.
2010 Museum voor anticonceptie en abortus  Oostenrijk · 
2011 Museum voor verbroken relaties  Kroatië · 
2012 Glasnevin Cemetery  Ierland ·
2013 Museum van Batalha  Portugal ·
2014 Jānis Lipke-museum  Letland ·
2015 Internationaal Rode Kruis en Rode Halvemaan Museum  Zwitserland ·
2016 Micropia  Nederland ·
2017 Boris Jeltsin-museum  Rusland · 
2018 Nationaal Museum van Estland  Estland · 
2019 Weltmuseum Wien  Oostenrijk · 
2020 Haus der Geschichte Österreich  Oostenrijk · 
2021 CosmoCaixa  Spanje · 
2022 Wayne Modest, Nanette Snoep, Laura van Broekhoven & Leontine Meijer-van Mensch · 
2023 23,5 Hrant Dink Site of Memory   Turkije